# Ephebe fruticosa
Ephebe fruticosa är en lavart som beskrevs av Henssen. Ephebe fruticosa ingår i släktet Ephebe och familjen Lichinaceae.   Inga underarter finns listade i Catalogue of Life.